# Justin Bibbs
Justin Michael Bibbs (Dayton, Ohio, 14 de enero de 1996) es un baloncestista estadounidense que pertenece a la plantilla del WKS Śląsk Wrocław de la Polska Liga Koszykówki. Con 1,96 metros de estatura, juega en la posición de escolta. 

## Trayectoria deportiva

### Universidad
Jugó cuatro temporadas con los Virginia Tech del Instituto Politécnico y Universidad Estatal de Virginia, en las que promedió 11,4 puntos, 2,9 rebotes y 1,5 asistencias por partido.

### Profesional
Tras no ser elegido en el Draft de la NBA de 2018, disputó las Ligas de Verano de la NBA con los Boston Celtics, donde en seis partidos promedió 5,0 puntos y 1,6 rebotes. En septiembre firmó con los Celtics para disputar la pretemporada, pero fue despedido pocos días después. El 22 de octubre firmó con el filial de los Celtics en la G League, los Maine Red Claws.
En 2021 firma por los Auckland Huskies de la National Basketball League de Nueva Zelanda.
El 10 de julio de 2021, firma por el WKS Śląsk Wrocław de la Polska Liga Koszykówki.